# Вальбонн (кантон)
Вальбо́нн (фр. Canton de Valbonne) — кантон на юго-востоке Франции в регионе Прованс — Альпы — Лазурный Берег, департамент Приморские Альпы, округ Грас. Кантон был создан 22 марта 2015 года, он включает в себя 11 коммун и часть коммуны Антиб, не вошедшую в состав вновь созданных кантонов Антиб-1, Антиб-2 и Антиб-3.

## История
Кантон Вальбонн — новая единица административно-территориального деления Франции (департамент Приморские Альпы, округ Грас), созданная декретом от 24 февраля 2014 года после упразднения кантонов: Курсегуль и Ле-Бар-сюр-Лу. Новая норма административного деления вступила в силу на первых региональных (территориальных) выборах (новый тип выборов во Франции). Таким образом, единые территориальные выборы заменяют два вида голосования, существовавших до сих пор: региональные выборы и кантональные выборы (выборы генеральных советников). Первые выборы такого типа, на которых избирают одновременно и региональных советников (членов парламентов французских регионов) и генеральных советников (членов парламентов французских департаментов) состоялись в коммуне Вальбонн 22 марта 2015 года. Эта дата официально считается датой создания нового кантона. Начиная с этих выборов, советники избираются по смешанной системе (мажоритарной и пропорциональной). Избиратели каждого кантона выбирают Совет департамента (новое название генерального Совета): двух советников разного пола. Этот новый механизм голосования потребовал перераспределения коммун по кантонам, количество которых в департаменте уменьшилось вдвое с округлением итоговой величины вверх до нечётного числа в соответствии с условиями минимального порога, определённого статьёй 4 закона от 17 мая 2013 года. В результате пересмотра общее количество кантонов департамента Приморские Альпы в 2015 году уменьшилось с 52-х до 27-ти.
Советники департаментов избираются сроком на 6 лет. Выборы территориальных и генеральных советников проводят по смешанной системе: 80 % мест распределяется по мажоритарной системе и 20 % — по пропорциональной системе на основе списка департаментов. В соответствии с действующей во Франции избирательной системой для победы на выборах кандидату в первом туре необходимо получить абсолютное большинство голосов (то есть больше половины голосов из числа не менее 25 % зарегистрированных избирателей). В случае, когда по результатам первого тура ни один кандидат не набирает абсолютного большинства голосов, проводится второй тур голосования. К участию во втором туре допускаются только те кандидаты, которые в первом туре получили поддержку не менее 12,5 % от зарегистрированных и проголосовавших «за» избирателей. При этом, для победы во втором туре выборов достаточно простого большинства (побеждает кандидат, набравший наибольшее число голосов).

## Консулы кантона
После реформы 2015 года консулов избирают парами:
| Консулы кантона после реформы 2015 года: | Консулы кантона после реформы 2015 года: | Консулы кантона после реформы 2015 года: | Консулы кантона после реформы 2015 года: |
| Период                                   | Пара консулов                            | Статус                                   | Должность                                |
| ---------------------------------------- | ---------------------------------------- | ---------------------------------------- | ---------------------------------------- |
| 2015 — 2021                              | Anne-Marie Dumont                        | UMP                                      |                                          |
| 2015 — 2021                              | Gérald Lombardo                          | UMP                                      |                                          |

## Состав кантона
Новый кантон в составе округа Грас сформирован 22 марта 2015 года. По данным INSEE, кантон Вальбонн включает в себя 2 коммуны из состава упразднённого кантона Курсегуль: Греольер, Сипьер, 9 коммун из состава упразднённого кантона Ле-Бар-сюр-Лу: Вальбонн, Гурдон, Коссоль, Курм, Ле-Руре, Ле-Бар-сюр-Лу, Опьо, Турет-сюр-Лу, Шатонёф-Грас и часть города Антиб. Суммарная численность населения кантона — 36 877 человек (2013).
С 22 марта 2015 года кантону подчинены 11 коммун + часть коммуны Антиб, не вошедшая в состав вновь созданных кантонов Антиб-1, Антиб-2 и Антиб-3:
| Код INSEE | Коммуна       | Французское название | Почтовый индекс | Площадь, км²              | Население (2013)              | Плотность, чел/км²         |
| --------- | ------------- | -------------------- | --------------- | ------------------------- | ----------------------------- | -------------------------- |
| 06004     | Антиб         | Antibes              | 06600 06160     | часть — ? коммуна — 26,48 | часть — 5713 коммуна — 75 456 | часть — ? коммуна — 2853,8 |
| 06010     | Ле-Бар-сюр-Лу | Le Bar-sur-Loup      | 06620           | 14,47                     | 2991                          | 202,2                      |
| 06037     | Коссоль       | Caussols             | 06460           | 27,39                     | 252                           | 9,2                        |
| 06038     | Шатонёф-Грас  | Châteauneuf-Grasse   | 06740           | 8,95                      | 3154                          | 355,8                      |
| 06041     | Сипьер        | Cipières             | 06620           | 38,15                     | 377                           | 9,8                        |
| 06049     | Курм          | Courmes              | 06620           | 15,71                     | 115                           | 6,7                        |
| 06068     | Гурдон        | Gourdon              | 06620           | 22,53                     | 413                           | 18,5                       |
| 06070     | Греольер      | Gréolières           | 06620           | 52,67                     | 597                           | 11,2                       |
| 06089     | Опьо          | Opio                 | 06650           | 9,47                      | 2194                          | 230,6                      |
| 06112     | Ле-Руре       | Le Rouret            | 06650           | 7,1                       | 3989                          | 558,5                      |
| 06148     | Турет-сюр-Лу  | Tourrettes-sur-Loup  | 06140           | 29,28                     | 3990                          | 136,4                      |
| 06152     | Вальбонн      | Valbonne             | 06560           | 18,97                     | 13 092                        | 690,2                      |